# Hồ Tiên Hú
Hồ Tiên Hú (tên tiếng Trung: 胡先煦, sinh ngày 17 tháng 8 năm 2000) là một diễn viên Trung Quốc. Hồ Tiên Hú được biết đến với vai Thời Quang trong bộ phim Kỳ hồn được chuyển thể từ manga nổi tiếng về cờ vây Hikaru no Go.

## Tiểu sử
Hồ Tiên Hú sinh ngày 17 tháng 08 năm 2000 tại Thiên Tân, Trung Quốc.
Từ nhỏ, Hồ Tiên Hú đã rất thích biểu diễn nghệ thuật, từng đạt huy chương đồng cuộc thi khiêu vũ Latinh quốc tế, lọt top 3 cuộc thi trống chuyên nghiệp.
Tháng 03 năm 2009, Hồ Tiên Hú tham gia chương trình của Đài truyền hình Thiên Tân Đương hồng bất nhượng, giành được vị trí quán quân tuần và quý. Tháng 04 cùng năm, Hồ Tiên Hú xuất hiện trong chương trình Phi thường 6+1 của CCTV và thành công thu hút sự chú ý của công chúng.
Năm 2018, Hồ Tiên Hú trở thành sinh viên khoa biểu diễn của Học viện Hý kịch Trung ương với điểm số thuộc top 3.

## Sự nghiệp
Tháng 04 năm 2011, Hồ Tiên Hú gây chấn động màn ảnh rộng khi xuất hiện lần đầu trong bộ phim điện ảnh âm nhạc Đoàn hợp xướng Tiểu Kiến hợp tác cùng Tôn Hải Linh và Cao Á Lân với vai chính Tiểu Kiến - con của những người lao động nhập cư, chính thức ra mắt. Tháng 07 cùng năm, đóng vai chính trong phim Người là vướng bận của con trong vai cậu bé thành thị Lâm Bác.
Tháng 02 năm 2012, đóng vai chính Lục Quái Hổ lớn lên trong một gia đình đơn thân trong bộ phim truyền hình Trở lại thôn Đại Phúc.
Tháng 04 năm 2013, đóng vai diễn vai một thiếu niên giản dị ngay thẳng Dương Nhị Lang trong một bộ phim cổ trang Dương Gia Trung Liệt. Tháng 05 cùng năm tham gia diễn xuất trong bộ phim gia đình Bảo bối về nhà diễn vai cậu bé Kỳ Kỳ bị bọn buôn người bắt cóc. Tháng 06, tham gia diễn trong bộ phim đề tài vườn trường Thuyết Tiến Hoá Thiên Tài 2 trong vai một cậu bé rất có thiên phú về máy tính "Tiểu hacker" Tề Diệc Quả. Tháng 09, đóng một bộ phim truyền hình gia đình Tiểu ba ba vai Vu Quả.
Năm 2014, đóng cùng Đào Hồng và Lý Sùng Tiêu trong một bộ phim đề tài gia đình Nhật ký thành thị của vợ khờ diễn vai con trai của nữ chính, Ngưu Tiểu Vạn.
Tháng 04 năm 2015, tham gia bộ phim Kho báu vui vẻ vai Tư Đồ Lạc. Tháng 8 cùng năm tham gia bộ phim thanh xuân Thời gian đều đi đâu mất rồi vai thời thiếu niên của nam chính Giác Diêu. Tháng 09 cùng năm vào vai cậu bé bướng bỉnh học giỏi Tống Diệu Như trong bộ phim điện ảnh dân quốc Tống Diệu Như: Phụ thân
Tháng 04 năm 2016, tham gia bộ phim thanh xuân vườn trường Thanh xuân của ai không mơ hồ vai cậu thiếu niên nghich ngợm vui tính Lâm Tử Ngạo. Tháng 05 cùng năm, tham gia diễn xuất phim điện ảnh Bách điểu triều phụng của đạo diễn Ngô Thiên Minh vai cậu thiếu niên tài năng thiên phú Lam Ngọc. Tháng 08, đóng chính cùng Huỳnh Lỗi, Hải Thanh, Uông Tuấn (đạo diễn) trong bộ phim Tiểu biệt ly vai Trương Tiểu Vũ - một cậu bé nổi loạn nhưng tốt bụng.
Năm 2017, đóng vai Lộ Khoan trong phim Thầy giáo thể dục. Cùng năm, tham gia phim Lang gia bảng: phong khỏi trường lâm vai hoàng đế Tiêu Nguyên Thời.
Vào ngày 4 tháng 03 năm 2018, bộ phim tình cảm đô thị Lão nam hài đóng chung với Lưu Diệp, Lâm Y Thần, Lôi Giai Âm được phát sóng, trong bộ phim này Hồ Tiên Hú đóng vai Tiêu Hàm, con trai của nam chính Ngô Tranh. Sau đó, bộ phim Cùng con du học tiếp tục được lên sóng, trong vai Đinh Nhất Nhất diễn cùng Mai Đình, Hứa Á Quân, Trương Diệu Huy. Ngày 17 tháng 08, phát hành single You do bản thân tự viết, sáng tác và trình bày nhân dịp sinh nhật 18 tuổi. Ngày 20 tháng 08, bộ phim cổ trang cung đấu Như Ý truyện đóng cùng Châu Tấn, Hoắc Kiến Hoa và Tân Chỉ Lôi được phát sóng, trong phim Hồ Tiên Hú thủ vai Tứ a ca Vĩnh Thành. Cùng năm, bộ phim Hóa ra anh vẫn ở đây bản truyền hình cũng tiếp tục được phát sóng, Hồ Tiên Hú vào vai thời niên thiếu của Trình Tranh, diễn cùng Lý Lan Địch, Lý Canh Hy, Biên Trình. Vào ngày 26 tháng 09, tham gia chương trình thực tế Xin chào bạn cùng phòng. Vào ngày 01 tháng 12, giành được giải thưởng "Nghệ sĩ sân khấu tiềm năng của năm" của Đêm hội gào thét iQIYI 2019.
Ngày 2 tháng 10 năm 2020, bộ phim Kỳ hồn chuyển thể từ manga Hikaru no Go chính thức lên sóng. Trong phim, Hồ Tiên Hú vào vai cậu thiếu niên thiên tài cờ vây nhiệt huyết Thời Quang. Bộ phim gặt hái nhiều thành công với điểm douban đạt 8.6 (thời điểm cao nhất đạt 8.8) đánh dấu bước tiến vững chắc cho Hồ Tiên Hú với tác phẩm vai chính đầu tay kể từ khi trưởng thành.
Năm 2021, liên tiếp vào đoàn các bộ phim điện ảnh Tam Quý tình sử vai Vương Tam Quý (diễn cùng Diêu Thần, Châu Dã), Nhìn một cây cầu vai Trần Chí Dũng (diễn cùng ảnh hậu Hồng Kông Huệ Anh Hồng) và Dị nhân chi hạ được chuyển thể từ bộ truyện Nhất nhân chi hạ trong vai Trương Sở Lam, diễn cùng Kiều Chấn Vũ, Lý Uyển Đát . Cùng năm, bộ phim điện ảnh Anh hai đến rồi làm sao đây? được ra mắt, vai Dương Thính Phong diễn chính cùng Đặng Ân Hy, Trương Vỹ. Hồ Tiên Hú cũng đã phát hành ca khúc tự viết và thể hiện mang tên Thính Phong dành cho nhân vật Dương Thính Phong của mình dưới một góc nhìn khác.
Tháng 04 năm 2022, Hồ Tiên Hú gia nhập đoàn phim Đại khảo nói về kỳ thi đại học chưa từng có vào năm 2020 cùng Trần Bảo Quốc, Nhan Bính Yến,  Lý Canh Hy, Vinh Tử Sam, Vương Kiêu, Lam Doanh Oánh. Tháng 08 cùng năm, bộ phim truyền hình Phi trì nhân sinh chính thức khai máy tại Ninh Ba, Hồ Tiên Hú vào vai chính Lâm Trăn Đông, thách thức khả năng diễn xuất với vai diễn một thể xác hai linh hồn. Đây là phần phim tiếp nối câu chuyện từ phiên bản điện ảnh của Phi trì nhân sinh ra mắt vào năm 2019 do Thẩm Đằng, Doãn Chính, Hoàng Cảnh Du diễn chính .
Ngày 21/09/2022, bộ phim truyền hình Đại khảo (Kỳ thi quan trọng của mọi người/ Kỳ thi lớn) chính thức phát sóng trên CCTV1, Đài vệ tinh Đông Phương, vệ tinh Chiết Giang, Tencent Video, IQIYI, Youku, Mango TV.
Năm 2023, Hồ Tiên Hú lần lượt tham gia diễn chính trong hai bộ phim truyền hình Ẩn kình và Hỏa thần được chuyển thể từ hai tiểu thuyết cùng tên của Thường Thư Hân và Thiên Hạ Bá Xướng

### Phim điện ảnh
| Năm công chiếu | Tên Tiếng Việt                           | Tên Tiếng Trung | Vai diễn          | Ghi chú        |
|                | Huyết từ                                 | 血瓷            | Giả Đại           |                |
| 2011           | Đoàn hợp xướng Tiểu Kiến                 | 小建的合唱团    | Tiểu Kiến         |                |
| 2011           | Cuộc sống tươi đẹp/Không để người cô đơn | 不再让你孤单    |                   | Vai quần chúng |
| 2011           | Người là vướng bận của con               | 你是我的牵挂    | Lâm Bác           |                |
| 2011           | Vẫn luôn có nắng                         | 一直是晴天      | Đinh Tiểu Hổ      |                |
| 2012           | Tháng 7 của bố                           | 爸爸的七月      | Ngô Tiểu Vũ       |                |
| 2012           | Mười ngày phi thường                     | 非常十日        | Khương Quân       |                |
| 2013           | Dương gia trung liệt                     | 忠烈杨家将      | Dương Nhị Lang    |                |
| 2014           | Ông bố siêu cấp                          | 超级老爸        | Vu Tiểu Đa        |                |
| 2015           | Thời gian đi đâu mất rồi                 | 时间都去哪了    | Giác Diêu         |                |
| 2016           | Thanh xuân của ai không mơ hồ            | 谁的青春不迷茫  | Lâm Tử Ngạo       |                |
| 2016           | Bách điểu triều phụng                    | 百鸟朝凤        | Lam Ngọc (nhỏ)    |                |
| 2019           | Con bạc                                  | 妈阁是座城      | Lạc Lạc           |                |
| 2021           | Anh hai đến rồi làm sao đây 2            | 2哥来了怎么办   | Dương Thính Phong |                |
| 2021           | 1921                                     | 1921            | Bao Huệ Tăng      |                |
| 2023           | Lưu lạc địa cầu 2                        | 流浪地球2       | Tiểu Chương       | Cameo          |
| 2023           | Tam Quý tình sử                          | 三贵情史        | Vương Tam Quý     | 09/09/2023     |
| 2023           | Nhìn một cây cầu                         | 瞧一桥          | Trần Chí Dũng     |                |
| 2024           | Du hành xuyên mặt trăng                  | 穿过月亮的旅行  | Vương Duệ         | 01/05/2024     |
| 2024           | Dị nhân chi hạ                           | 异人之下        | Trương Sở Lam     | 26/07/2024     |
| 2024           | Phi trì nhân sinh 2                      | 飞驰人生2       |                   | Cameo          |

### Phim truyền hình
| Năm công chiếu | Tên Tiếng Việt                          | Tên Tiếng Trung    | Vai diễn                          | Kênh phát sóng                                                                 | Ghi chú    |
| 2011           | Dũng sĩ áo giáp                         | 铠甲勇士刑天       | Lượng Lượng                       |                                                                                | 07/01/2011 |
| 2013           | Trở lại làng Đại Phúc                   | 重返大福村         | Lục Quái Hổ                       |                                                                                | 17/02/2013 |
| 2013           | Yên chi bá vương                        | 胭脂霸王           | Tiểu Vũ Khôi                      |                                                                                | 23/03/2013 |
| 2013           | Thuyết tiên hóa của thiên tài 2         | 天才进化论2        | Tề Diệc Quả                       |                                                                                | 04/06/2013 |
| 2013           | Tiểu ba ba                              | 小爸爸             | Vu Quả                            |                                                                                | 02/09/2013 |
| 2014           | Bảo bối về nhà                          | 宝贝儿回家         | Đại Kỳ Kỳ                         |                                                                                | 31/05/2014 |
| 2014           | Nhật ký thành thị của vợ khờ            | 憨妻的都市日记     | Ngưu Tiểu Vạn                     |                                                                                | 22/09/2014 |
| 2015           | Kho báu vui vẻ                          | 快乐酷宝2          | Tư Đồ Lạc                         |                                                                                | 22/04/2015 |
| 2016           | Tiểu biệt ly                            | 小别离             | Trương Tiểu Vũ                    |                                                                                | 15/08/2016 |
| 2017           | Tống Diệu Như: phụ thân                 | 宋耀如·父亲        | Tống Diệu Như (niên thiếu)        |                                                                                | 04/05/2017 |
| 2017           | Chung cực tam quốc                      | 终极三国2017       | Lưu Biện                          |                                                                                | 19/06/2017 |
| 2017           | Thiên lệ truyền kỳ phượng hoàng vô song | 天泪传奇之凤凰无双 | Tiêu Phượng Minh (niên thiếu)     |                                                                                | 04/10/2017 |
| 2017           | Thầy giáo thể dục                       | 我的！体育老师     | Lộ Khoan                          |                                                                                | 13/11/2017 |
| 2017           | Hướng về hạnh phúc                      | 向幸福前进         | Mạnh Tiểu Băng                    |                                                                                | 20/11/2017 |
| 2017           | Lang gia bảng phong khởi trường lâm     | 琅琊榜之风起长林   | Tiêu Nguyên Thời                  |                                                                                | 18/12/2017 |
| 2018           | Lão nam hài                             | 老男孩             | Tiêu Hàm                          | Hồ Nam                                                                         | 04/03/2018 |
| 2018           | Đồng hành cùng mẹ/Cùng con du học       | 陪读妈妈           | Đinh Nhất Nhất                    | IQIYI                                                                          | 01/07/2018 |
| 2018           | Như Ý truyện                            | 如懿傳             | Tứ a ca/Ái Tân Giác La Vĩnh Thành | Đài Đông Phương, Đài Giang Tô, Tencent Video                                   | 20/08/2018 |
| 2018           | Hóa ra anh vẫn ở đây                    | 原来你还在这里     | Trình Tranh (niên thiếu)          | Youku                                                                          | 06/11/2018 |
| 2020           | Kỳ hồn                                  | 棋魂               | Thời Quang                        | IQIYI                                                                          | 27/10/2020 |
| 2020           | Cô nàng lợi hại                         | 了不起的女孩       | Thời Quang (cameo)                | IQIYI                                                                          | 21/12/2020 |
| 2022           | Đại khảo                                | 大考               | Châu Bác Văn                      | CCTV1, Đài Đông Phương, Đài Chiết Giang, IQIYI, Tencent Video, Youku, Mango TV | 21/09/2022 |
| 2024           | Phi trì nhân sinh                       | 飞驰人生           | Lâm Trăn Đông / Trì Trăn Đông     | Youku                                                                          | 28/02/2024 |
| TBA            | Ẩn kình                                 | 隐擎               | Đường Thi                         | Youku                                                                          |            |
| TBA            | Hỏa thần/Thám tử chân chính             | 火神/真·探         | Lưu Hoành Thuận                   | Youku                                                                          |            |
| TBA            | All rise                                | 即刻上场           | Giang Thần                        | Tencent Video                                                                  |            |
| TBA            | Túy mộng                                | 醉梦               | Cao Tuyết Lâm                     | Tencent Video                                                                  |            |

### Phim ngắn
| Năm công chiếu | Tên Tiếng Việt            | Tên Tiếng Trung | Vai diễn | Ghi chú |
| 2012           | Kế hoạch hành tinh N 2020 | 星球N计划——2020 | A Kỳ     |         |
| 2013           | Baba và tôi               | 父亲和我        | Cao Hoan |         |

## Âm nhạc
| Thời gian phát hành | Tên bài hát                  | Giới thiệu                                                                                   |
| 17/08/2018          | You (你)                     | Đĩa đơn tự sáng tác                                                                          |
| 09/10/2018          | Chào bạn cùng phòng (Hi室友) | Bái hát chủ đề chương trình chào bạn cùng phòng (hợp xướng cùng các thành viên chương trình) |
| 25/12/2020          | Tân môn dao (津门谣)         |                                                                                              |
| 14/07/2021          | Thính phong                  | Nhạc phim Anh hai đến rồi làm sao đây (tự sáng tác)                                          |
| 18/04/2024          | Kim phong ngọc lộ (金风玉露) | Nhạc phim Du hành xuyên mặt trăng (song ca cùng Trương Tử Phong)                             |

## Chương trình giải trí
| Thời gian  | Tên chương trình                                            | Tên tiếng Trung          | Kênh                        |
| 03/2009    | Đương hồng bất nhượng                                       | 当红不让                 | Đài Truyền hình Thiên Tân   |
| 05/2009    | Phi thường 6+1                                              | 非常6 + 1                | CCTV                        |
| 06/2009    | Huyễn phong hành động                                       | 炫锋行动                 | Đài Thiếu nhi Thiên Tân     |
| 06/2009    | Tuổi thơ của ta do ta làm chủ                               | 我的童年我做主           | Đài truyền hình Thiên Tân   |
| 06/2009    | Trạm du lịch Gia đình hạnh phúc                             | 快乐家游站               | Đài Thiên Tân               |
| 07/2009    | Yêu điện ảnh                                                | 爱电影                   |                             |
| 07/2009    | Hành động an toàn cho trẻ em và thanh thiếu niên Trung Quốc | 中国少年儿童平安行动     |                             |
| 01/2010    | Cả gia đình đến với cuộc đua                                | 全家都来赛               | Đài Đông Phương             |
| 02/2010    | Phát ngôn viên nhí trạm khí tượng nhỏ                       | 小小气象播报员           |                             |
| 03/2010    | Cố sự phường                                                | 故事坊                   | Đài Hà Bắc                  |
| 03/2010    | Vòng xoay hạnh phúc                                         | 快乐转转转               | Đài Thiên Tân               |
| 04/2010    | Ngôi sao dân gian hành động                                 | 民星在行动               | Đài Hà Nam                  |
| 10/2011    | Gia đình vui vẻ cuối tuần                                   | 周末合家欢               | Đài Hồ Bắc                  |
| 04/2018    | Khoái lạc đại bản doanh                                     | Happy Camp               | Hồ Nam                      |
| 07/2018    | Huyễn nhạc chi thành                                        | 幻乐之城                 | Hồ Nam                      |
| 09/2018    | Xin chào bạn cùng phòng                                     | Hi室友                   | IQIYI                       |
| 09/2018    | Tôi là diễn viên                                            | 我就是演员               | Chiết Giang                 |
| 12/2018    | Cao năng ngoạn gia                                          | 高能玩家                 |                             |
| 02/2019    | Khoái lạc đại bản doanh                                     | Happy Camp               | Hồ Nam                      |
| 05/2019    | Thanh xuân hoàn du ký                                       | 青春环游记               | Chiết Giang                 |
| 06/2020    | Hướng về cuộc sống                                          | 向往的生活               | Hồ Nam                      |
| 07/2021    | Khoái lạc đại bản doanh                                     | Happy Camp               | Hồ Nam                      |
| 07/2023    | Nhân viên mới - Pháp y (mùa 2)                              | 初入職場·法醫季（第二季) | Hồ Nam                      |
| 10/2023    | Hoa tỷ đệ mùa 5                                             | 花兒與少年               | Hồ Nam                      |
| 12/2023    | Xin chào thứ 7                                              | 你好，星期六             | Hồ Nam, Mango TV            |
| 04/2024    | Hoa tỷ đệ phần đặc biệt                                     | 花儿与少年·好友记        | Mango TV                    |
| 27/04/2024 | Xin chào thứ 7                                              | 你好，星期六             | Hồ Nam                      |
| 26/10/2024 | Bây giờ xuất phát nào - mùa 2                               | 现在就出发第二季         | Đài Giang Tô, Tencent Video |

## Hoạt động xã hội
Ngày 18 tháng 12 năm 2018, được bổ nhiệm làm phát ngôn viên thanh niên cho dự án "Vành đai và Con đường " của Quỹ Dân số Liên hợp quốc. Hồ Tiên Hú đã có bài phát biểu kêu gọi sức mạnh của những người trẻ tuổi đến ảnh hưởng đến thế giới (bằng Tiếng Anh).
Ngày 18 tháng 04 năm 2019, Hu Xianxu được bổ nhiệm làm người phát ngôn của "Lễ hội thiết kế thời trang dành cho sinh viên đại học quốc tế lần thứ 10".
Ngày 21 tháng 10 năm 2019, được bổ nhiệm làm Đại sứ Thanh niên của UNFPA Trung Quốc.
Ngày 05 tháng 11 năm 2019, được bổ nhiệm làm Đại sứ Du lịch của Vienne, Pháp, được ông Guillaume de Russé, Phó Thống đốc Tỉnh Vienne trao Huân chương Danh dự.

## Giải thưởng
| Thời gian  | Tên chương trình                                                                                     |                                        | Giải thưởng                     |
| 03/2009    | Đương Hồng Bất Nhượng                                                                                | 当红不让                               | Quán quân tuần và quý           |
| 06/2009    | Huyễn phong hành động                                                                                | 炫锋行动                               | Quán quân                       |
| 07/2009    | Cuộc thi nghệ thuật thiếu nhi Toàn quốc "Hành động an toàn cho trẻ em và thanh thiếu niên Trung Quốc | 中国少年儿童平安行动                   | Quán quân                       |
| 2009       | MC nhí, Đài Thiên Tân                                                                                |                                        | HCV                             |
| 01/2010    | Cả gia đình đến với cuộc đua                                                                         | 全家都来赛                             | Giải nhất nhóm trẻ em           |
| 02/2010    | MC nhí trạm khí tượng nhỏ                                                                            | 小小气象播报员                         | Ngôi sao được yêu thích         |
| 08/2010    | Cuộc thi nghệ thuật thiếu nhi toàn quốc của CCTV                                                     |                                        | Giải ba                         |
| 21/12/2016 | Internet Bull Ear Awards lần thứ 7                                                                   | 第七届互联网牛耳奖颁奖盛典年度文娱人物 | Nhân vật giải trí của năm       |
| 01/12/2018 | Đêm hội gào thét Iqiyi 2019                                                                          | 爱奇艺尖叫之夜获                       | Nghệ sĩ trẻ tiềm năng           |
| 01/01/2019 | Quốc kịch thịnh điển                                                                                 | 国剧盛典                               | Thanh niên biểu diễn thế hệ mới |
| 23/12/2020 | | 新周刊2020中国年度新锐榜年度新锐演员   | Diễn viên mới của năm           |
| 12/06/2021 | Đêm hội điện ảnh weibo 2021                                                                          |                                        | Diễn viên tiềm năng             |